# ترزول
ترسول (به هلندی: Terzool) یک منطقهٔ مسکونی در هلند است که در بوارن استریم واقع شده‌است. ترسول ۳۵۵ نفر جمعیت دارد.